# Heteromesus inaffectus
Heteromesus inaffectus là một loài chân đều trong họ Ischnomesidae. Loài này được Cunha & Wilson miêu tả khoa học năm 2006.